# Mintoumba
Le mintoumba est un gâteau traditionnel du peuple Bassa fait à base de manioc frais fermenté et de l'huile de palme rouge. Il est ensuite cuit à la vapeur pour servir d'accompagnement à une sauce, ou dégusté comme casse-croûte. Ce caviar local a un goût particulier et sa couleur jaune rappelle celle de l'or. Très apprécié, il fait la fierté de la gastronomie camerounaise.

## Préparation
Le mintoumba est une pâte de manioc fermenté, écrasé et mélangé avec de l'huile de palme rouge, du sel et quelques assaisonnements selon les goûts. La pâte est ensuite emballée dans des feuilles de Maranthacées puis cuite à l'étouffée.

## Consommation
Dans les différents villages Bassa, le mintoumba qui est assimilé à un pain local se consomme au petit déjeuner comme au repas du soir. Il accompagne différentes sauces, se consomme seul ou avec des amuse-gueules comme l'arachide. Dans les internats scolaires, ce pain local est une réserve alimentaire pour les élèves grâce à sa conservation aisée et à la possibilité de le consommer seul en période de soudure. Trésor culinaire du peuple Bassa, sa commercialisation est omniprésente sur tous les tracés routiers et ferroviaires qui traversent le pays Bassa. Son commerce est un succès dans les grandes villes du Cameroun comme Douala ou Yaoundé.